# Johnny Simmons

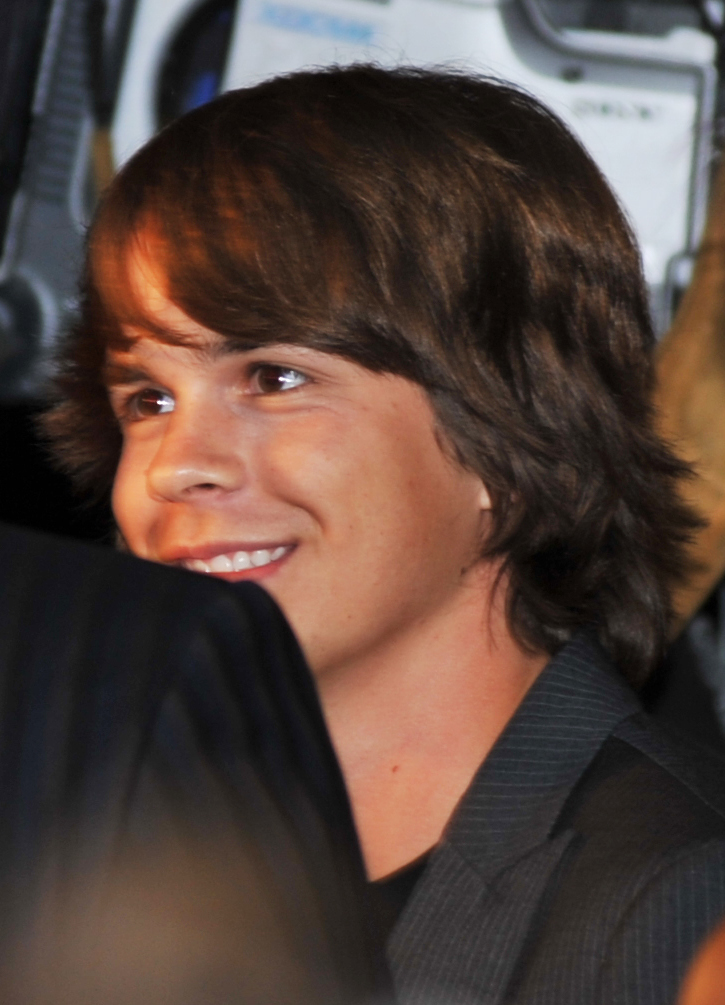
Johnny Simmons (2009)

Johnny Simmons (* 28. November 1986 in Montgomery, Alabama) ist ein US-amerikanischer Filmschauspieler.

## Leben
Simmons, obwohl in Montgomery geboren, wuchs in Dallas, Texas auf, und zog 2005 im Alter von 19 Jahren nach Los Angeles. Hier stand er 2006 im Kurzfilm My Ambition erstmals vor der Kamera. Auch hatte er im selben Jahr einen Gastauftritt in der Fernsehserie Numbers.
2007 verkörperte er den Sohn „Dylan Baxter“ in der Filmkomödie Evan Allmächtig. 2008 spielte er den jungen „Denny Colt“ in The Spirit. Im nächsten Jahr spielte er als „Chip Dove“ in der Horrorkomödie Jennifer’s Body – Jungs nach ihrem Geschmack mit. 2012 spielte er „Brad“ im Drama Vielleicht lieber morgen. 2014 war er in der Historien-Miniserie Klondike als Jack London zu sehen. 2017 spielte er „Shane“ in der Comedyserie Girlboss.
Sein Schaffen umfasst mehr als 30 Produktionen.

## Filmografie (Auswahl)
- 2006: Numbers – Die Logik des Verbrechens (Numb3rs, Fernsehserie, Folge 3x11 Gefährlicher Chat)
- 2007: Evan Allmächtig (Evan Almighty)
- 2008: Boogeyman 2
- 2008: The Spirit
- 2009: Das Hundehotel (Hotel for Dogs)
- 2009: Jennifer’s Body – Jungs nach ihrem Geschmack (Jennifer’s Body)
- 2009: Zeit der Trauer (The Greatest)
- 2010: Scott Pilgrim gegen den Rest der Welt (Scott Pilgrim vs. the World)
- 2010: Die Lincoln Verschwörung (The Conspirator)
- 2012: 21 Jump Street
- 2012: Vielleicht lieber morgen (The Perks of Being a Wallflower)
- 2012: Elementary (Fernsehserie, Folge 1x03)
- 2013: Die To-Do Liste (The To Do List)
- 2014: Klondike (Miniserie, 6 Folgen)
- 2015: The Stanford Prison Experiment
- 2016: The Late Bloomer
- 2017: Girlboss (Fernsehserie, 13 Folgen)
- 2023: Scott Pilgrim hebt ab (Scott Pilgrim Takes Off, Fernsehserie, Stimme)